# Livoberezhna
La línea Livoberezhna (en ucraniano: Лівобережна лінія) es la quinta línea de metro propuesta para el metro de Kiev, que está pensada para atender los barrios del margen izquierdo de la capital ucraniana, Kiev. La línea es de color azul cielo en los mapas.

## Historia
En abril de 2014, Volodymyr Bondarenko, presidente de la Administración Estatal de la Ciudad de Kiev, declaró que la propuesta de extender una línea de metro al barrio Troieschyna de la ciudad fue abandonada a favor de la modernización de la línea Livoberezhna del sistema de tren ligero de la ciudad. El plan fue rechazado debido al alto costo de construir una nueva línea de metro. El plan más reciente de las futuras líneas de metro ya no incluye la línea Livoberezhna, sino que incluye la línea Vyshhorodsko - Darnytska, otra adición propuesta al sistema de Metro de Kiev.
- Datos: Q4256726
- Multimedia: Livoberezhna Line / Q4256726